# Johann Georg Puschner

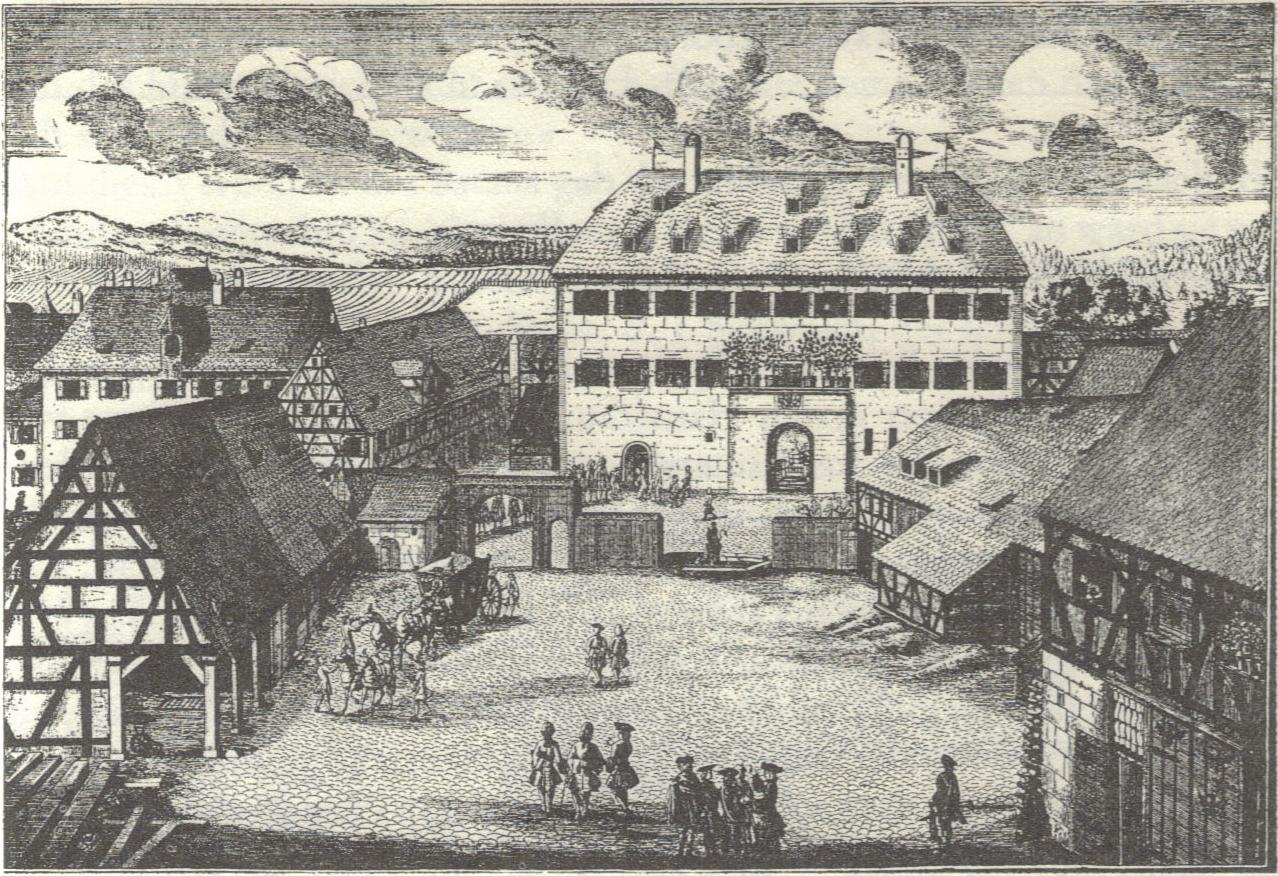
El castillo de Altdorf.

Johann Georg Puschner el Viejo (bautizado el 12 de julio de 1680 en Núremberg; enterrado el 21 de abril de 1749 en Núremberg) fue un astrónomo y grabador alemán. Puschner fue conocido sobre todo por sus grabados en cobre.

## Galería

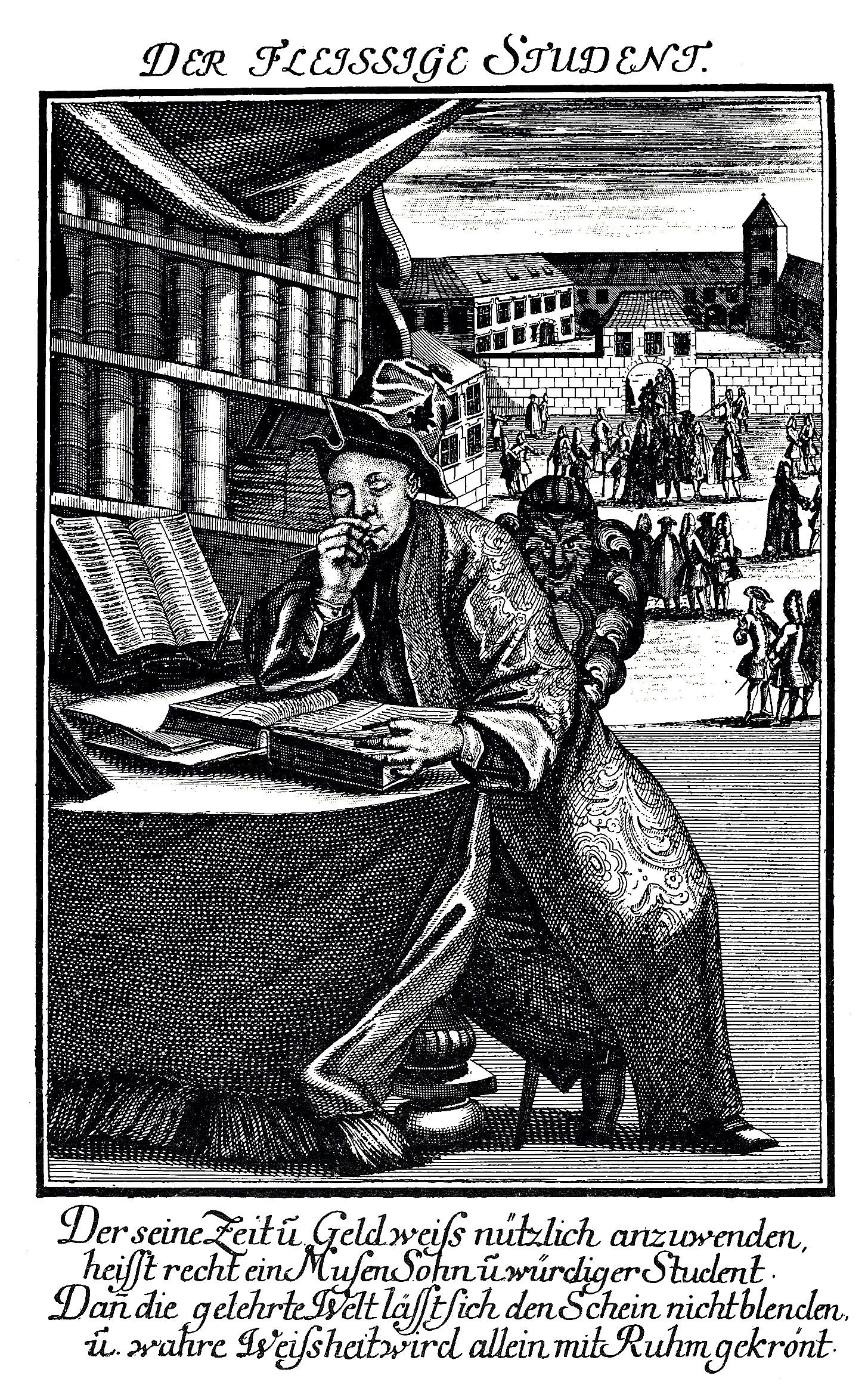
„Der Fleissige Student“
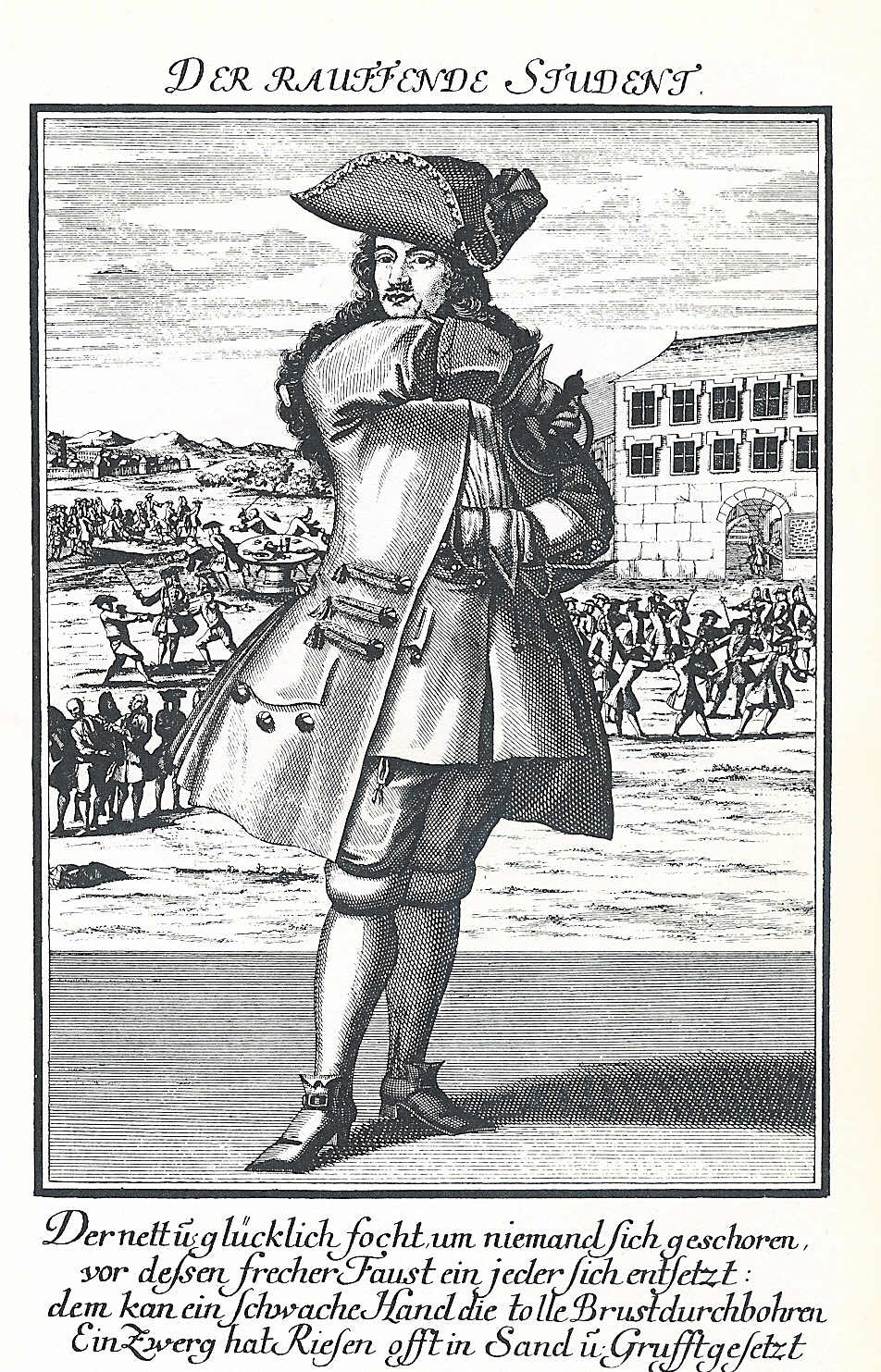
„Der Rauffende Student“
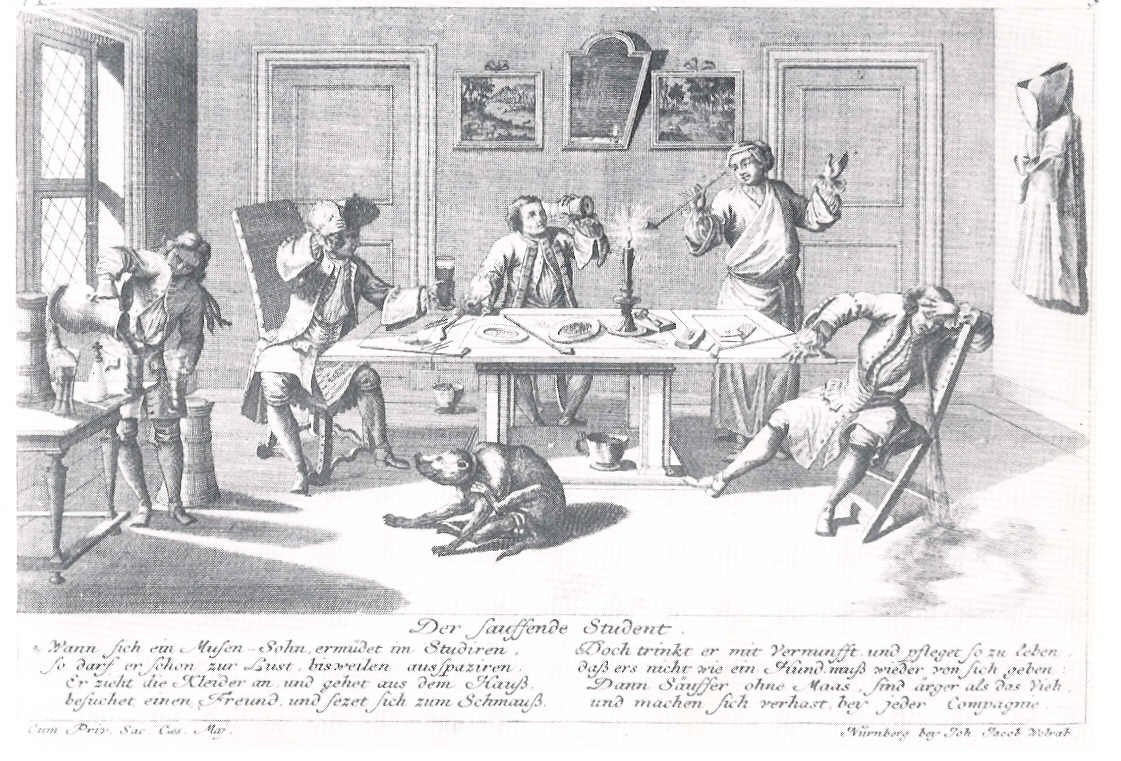
„Der sauffende Student“
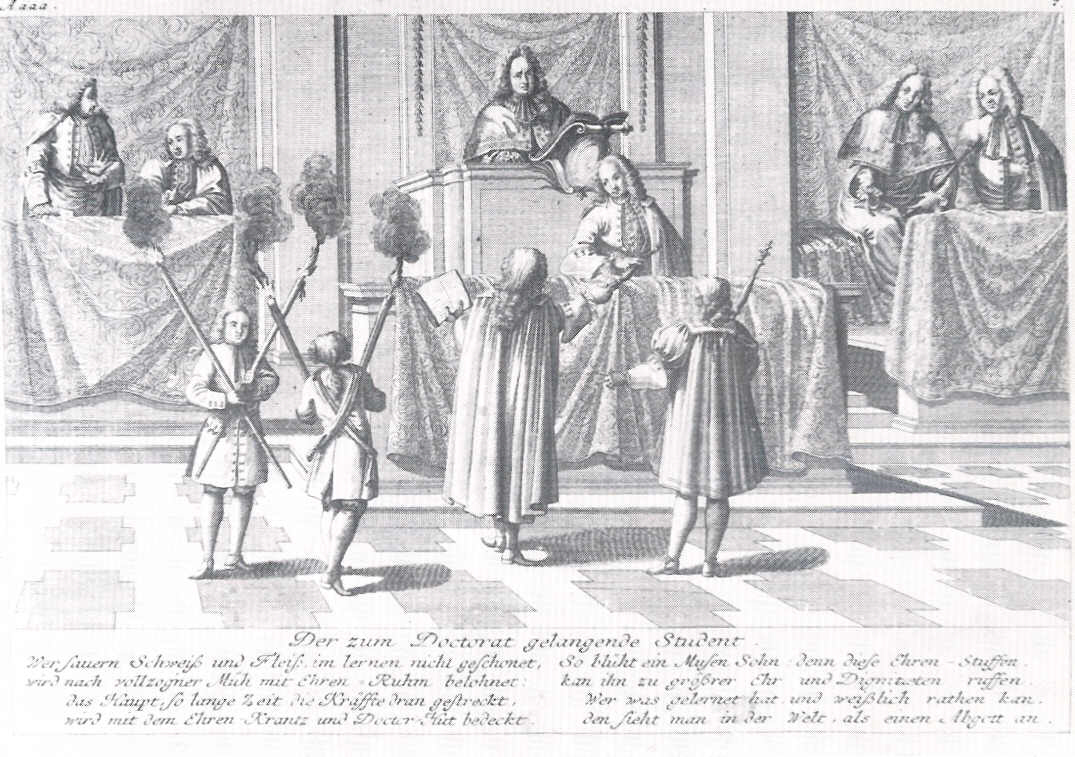
„Dendrono - Der zum Doctorat gelangende Student“
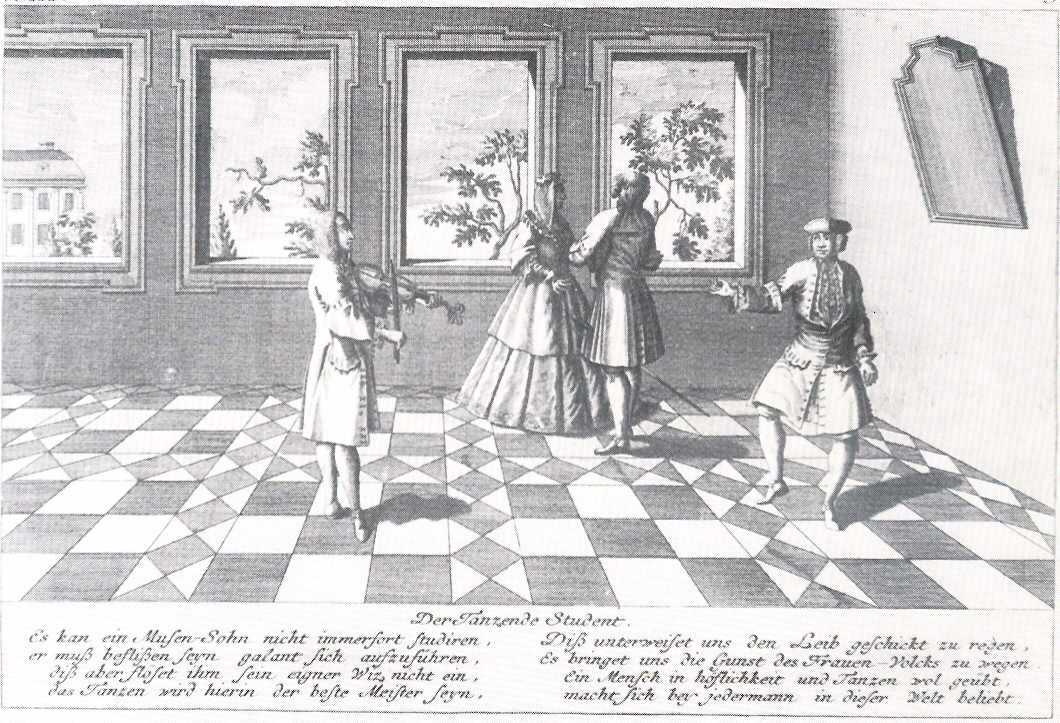
„Dendrono – Der tanzende Student“
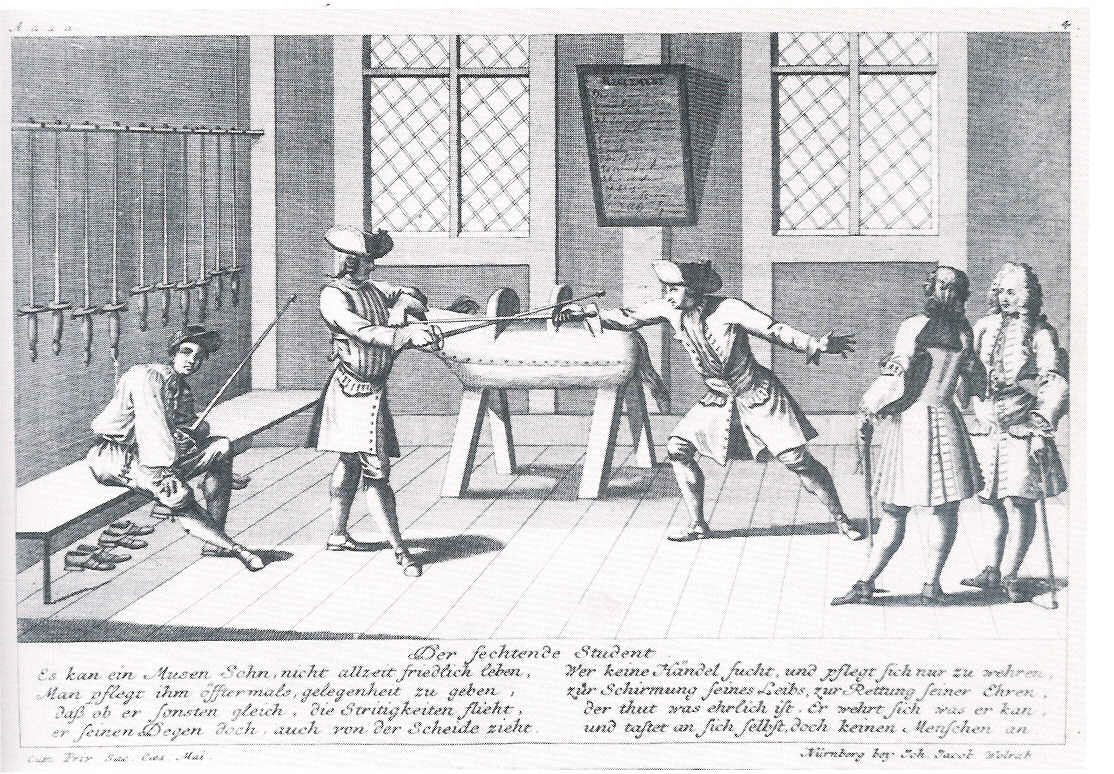
„Dendrono – Der fechtende Student“
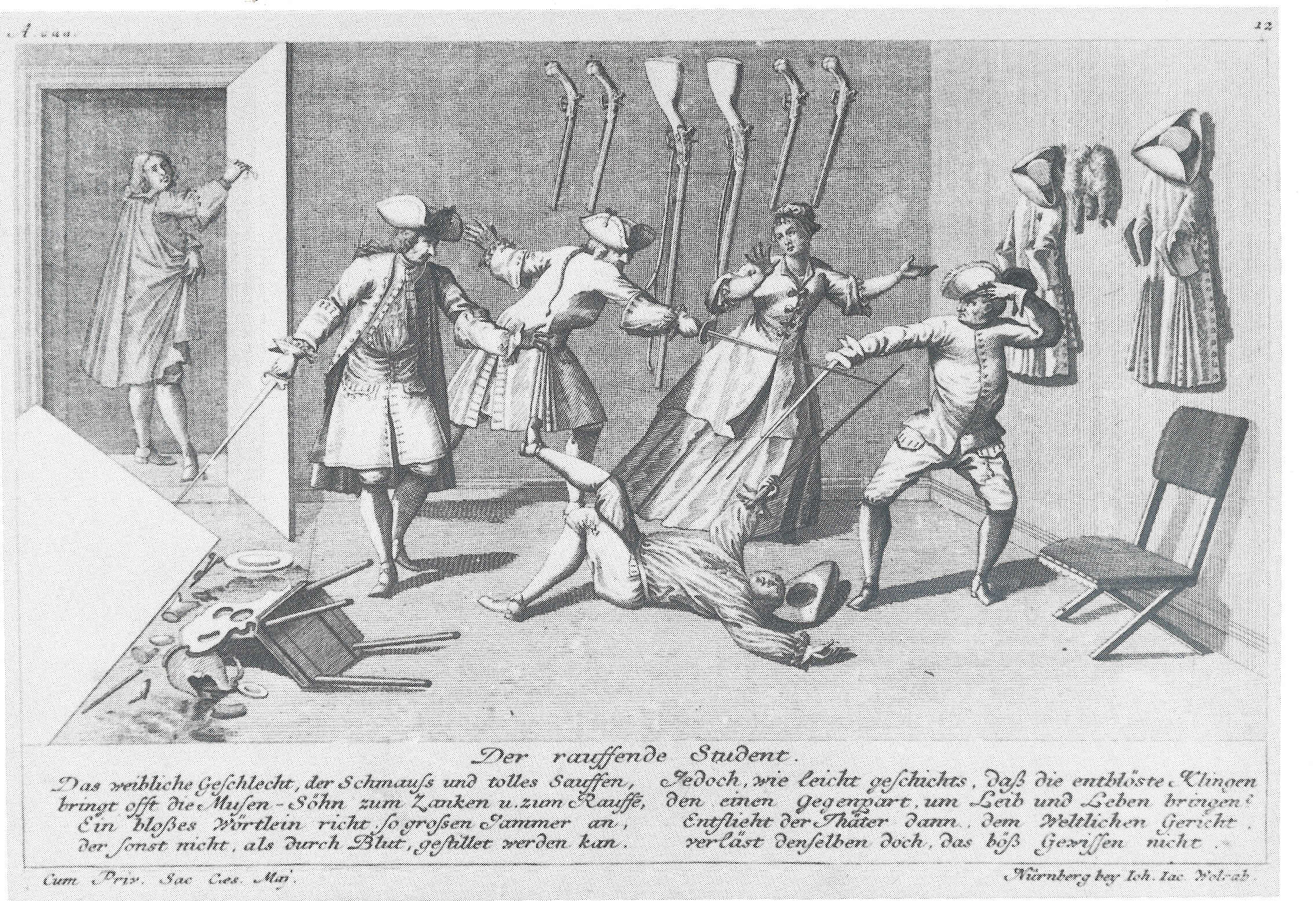
„Dendrono – Der rauffende Student“
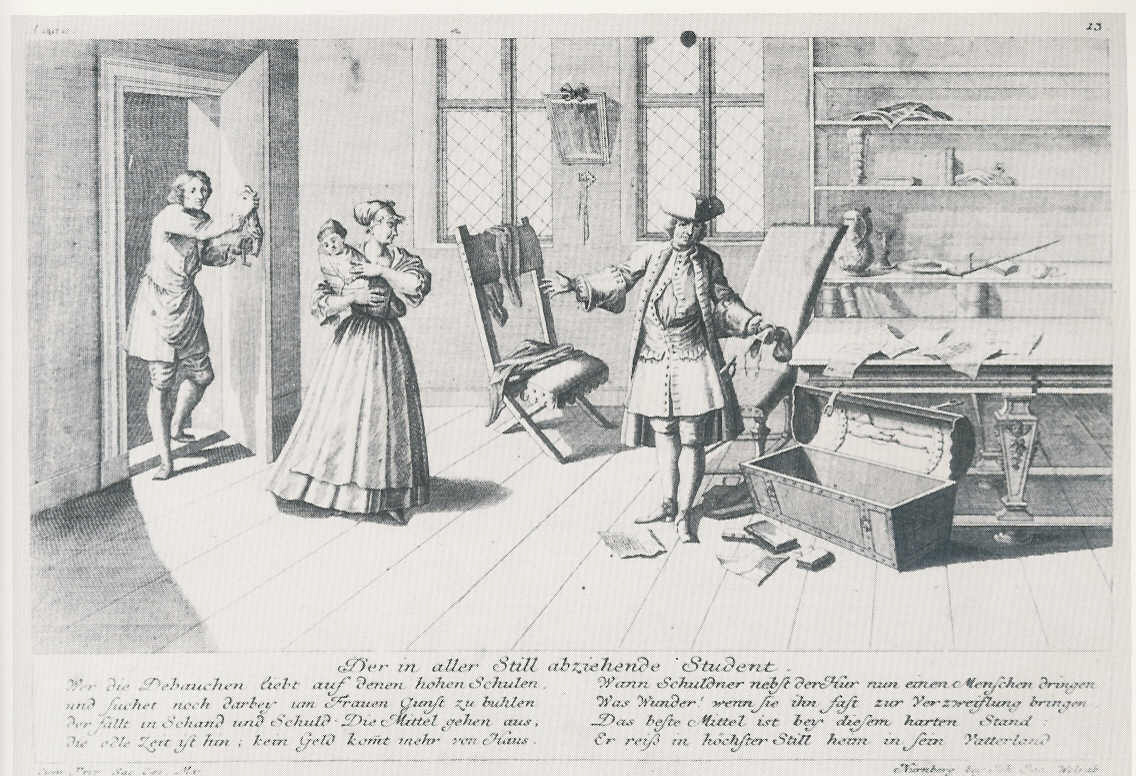
„Dendrono - Der in aller Still abziehende Student“
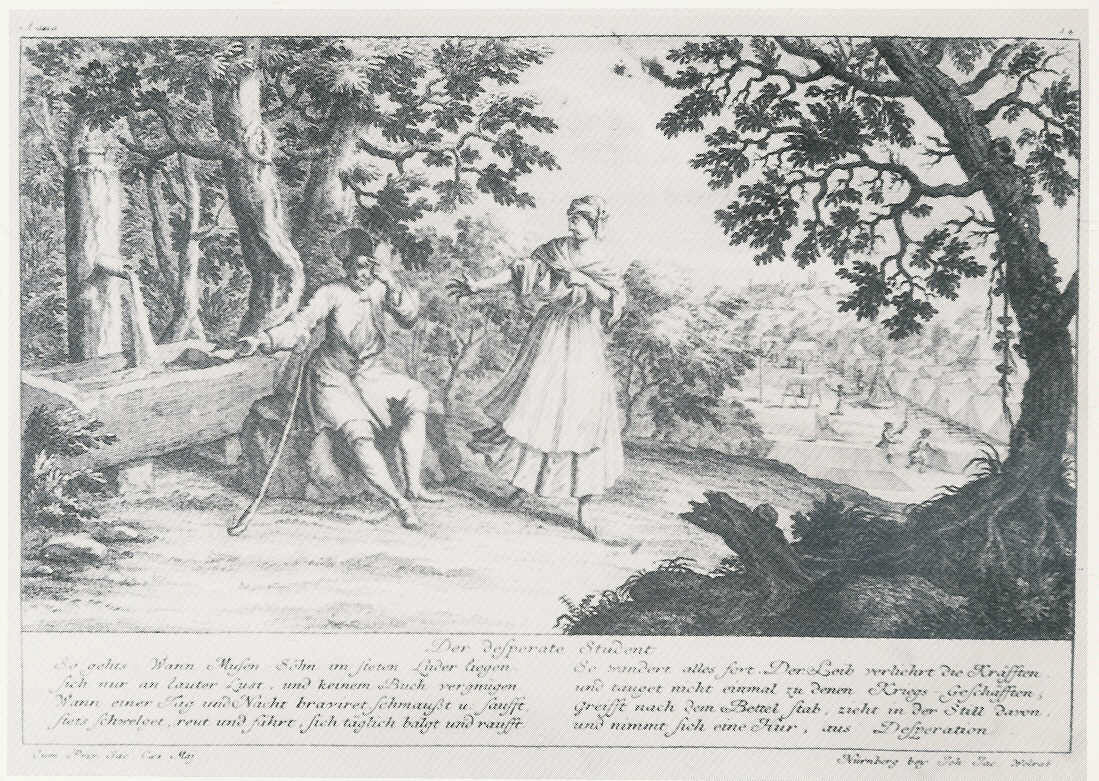
„Dendrono – Der desperate Student“
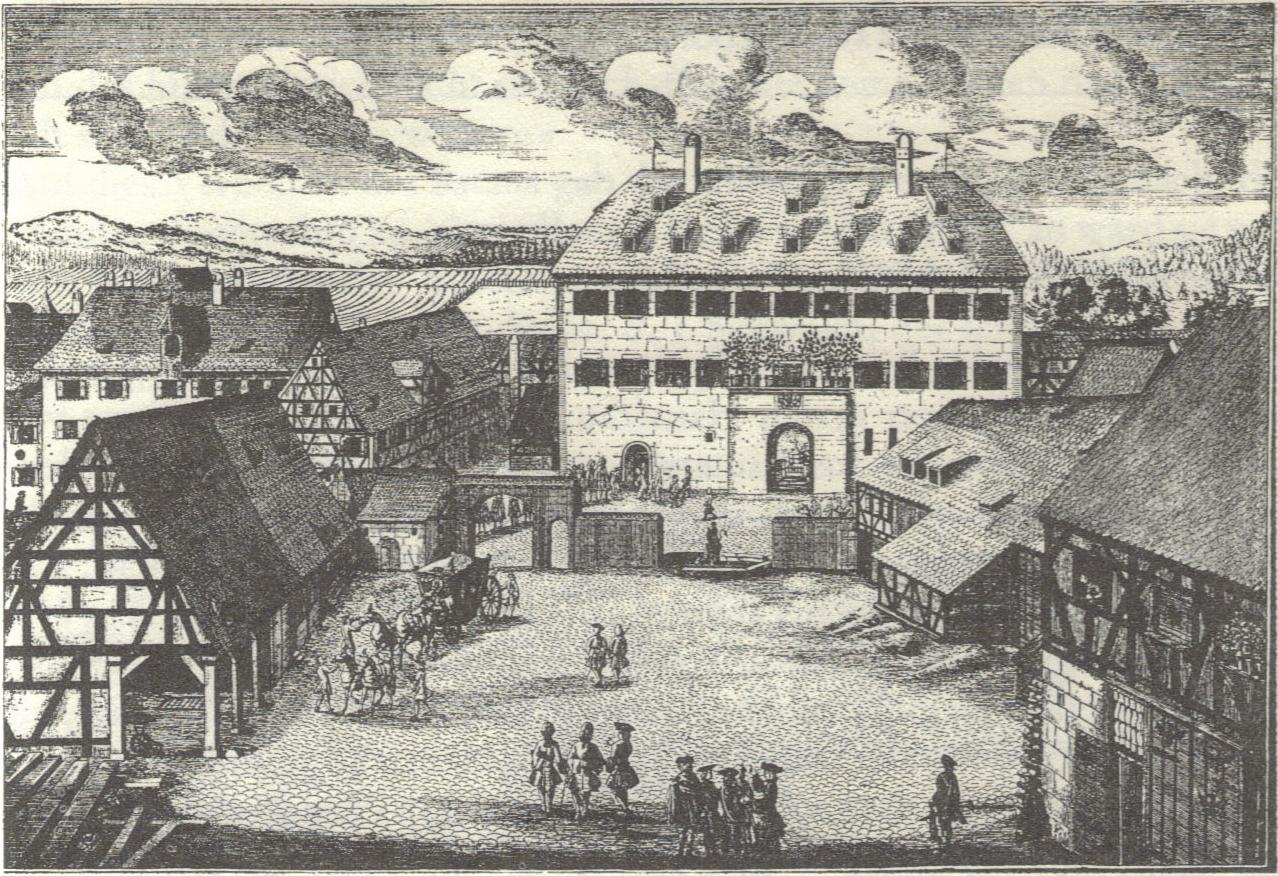
Das Schloss in Altdorf
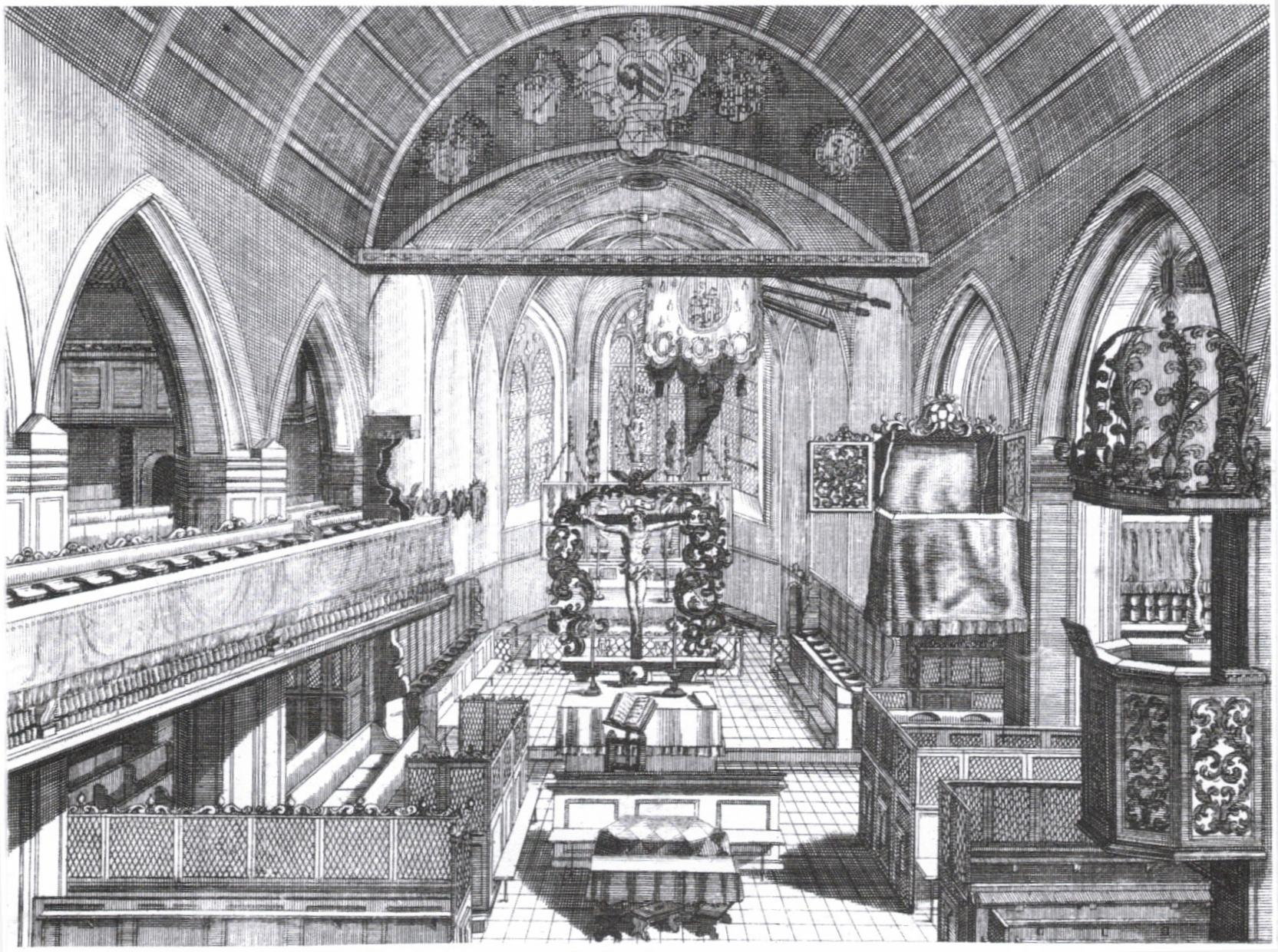
Die Laurentiuskirche in Altdorf